# Celebration (SUPER☆GiRLSのアルバム)
『Celebration』（セレブレーション）は、SUPER☆GiRLSの3枚目のオリジナルアルバム。2013年2月20日にiDOL Streetから発売された。

## 概要
ジャケットA（超絶盤<初回生産限定盤>、CD+DVD）、ジャケットB（CD+DVD）、ジャケットC（CDのみ）、イベント会場・mu-moショップ限定盤（ジャケットD／メンバーver.11枚同時購入セット、CDのみ）の4形態。オリジナルメンバーの稼農楓が参加した最後のアルバムである。
稼農は本作発売前の2013年1月16日に正式に脱退した。しかし、楽曲の録音やタイトルトラック「Celebration」のMV撮影、ジャケットの撮影などが既に終わっていたので、発売に関しては在籍中と変わらない対応がとられた（握手会等本人がいなければ成立しないイベントは除く）。
「Celebration」は小室哲哉が作詞・作曲した楽曲。2013年のMusic Ribbonキャンペーンとしてアルバム発売に先駆けて無料配布している。2013年1月5日に代々木公園野外ステージで行われた「SUPER☆GiRLS 2013年 芽吹き 〜今年はチキパ、スト生も一緒だよ!! ご来場者全員とハイタッチ会〜」で初披露された。また、ラジオでも2013年1月7日放送の「SUPER☆GiRLS 超絶パーティー」で初OAされた。
「恋愛マニフェスト」は2013年1月12日に日本青年館で行われた「SUPER☆GiRLS 新春LIVE アイドルストリートカーニバル2013 〜虹〜」で初披露された。また、ラジオでも2013年1月19日放送の「SUPER☆GiRLS宮崎理奈のナイスみやり!」で初OAされた。
「DREAM SEEKER」は2013年1月26日放送の「SUPER☆GiRLS宮崎理奈のナイスみやり!」で初OAされた。
「Rave Together!!!」は2013年2月1日にUstreamで配信された「どこまでイケるぅ〜? スパガのUSTりーぬまであるぅ〜」で初OAされた。
「純情シンデレラ」は2013年2月2日放送の「SUPER☆GiRLS宮崎理奈のナイスみやり!」で初OAされた。
「EXIT」は2013年2月14日にUstreamで配信された「どこまでイケるぅ〜? スパガのUSTりーぬまであるぅ〜バレンタインSP!!!」で初OAされた。またこの日は「Celebration　アルバム全曲ちょい聞きメガミックス」もOAされた。
「約束の花束」は2013年2月19日放送の「ミュージックライン」で初OAされた。
2013年3月4日付オリコンウィークリーランキングアルバム部門において3位を記録し、前作『EveryBody JUMP!!』の5位を上回る自己ベストを更新した。

## 収録曲
1. Welcome to ♥ S☆G Show!! III
作曲・編曲：石田順三、ナレーション：motsu (m.o.v.e)
2. 赤い情熱
作詞：Mio Aoyama、作曲：夏海、編曲：鈴木Daichi秀行
6thシングル。
3. DREAM SEEKER
作詞：Mio Aoyama、作曲：土橋善太、編曲：清水武仁
4. 恋愛マニフェスト
作詞：森月キャス、作曲：大西克巳、編曲：THE ROG
5. 夢中マテリアル
作詞：BOUNCEBACK、作曲：松田純一、編曲：THE ROG
八坂・荒井・田中・後藤によるユニット曲。
6. EXIT
作詞：mituyuki miyake (mihimaru GT)、作曲：mituyuki miyake (mihimaru GT) & S.P.P、編曲：石田順三 & S.P.P
志村・渡邉・溝手によるユニット曲。
7. 純情シンデレラ
作詞：Mio Aoyama、作曲：栗原暁 (Jazzin' park)、編曲：永井ルイ
稼農・宮崎・勝田・前島によるユニット曲。
8. Rave Together!!!
作詞：BOUNCEBACK、作曲：大西克巳、編曲：THE ROG
9. プリプリ♥SUMMERキッス
作詞：Litz、作曲：丸山真由子、編曲：鈴木Daichi秀行
5thシングル。
10. 1,000,000☆スマイル　
作詞：BOUNCEBACK、作曲：BULE☆BiRDS、編曲：清水武仁 & ats-、ブラスアレンジ：鈴木Daichi秀行
4thシングル。
11. 約束の花束
作詞：BOUNCEBACK、作曲：渡辺徹、編曲：BULE☆BiRDS
12. Celebration (Song by iDOL Street All Members)
作詞・作曲：小室哲哉、編曲：鈴木Daichi秀行
本作のリードトラック。
13. Celebration -超絶バージョン-（ボーナス・トラック）
作詞・作曲・編曲：小室哲哉
14. 明日へSTEP! (SUPER☆GiRLSバージョン)（ボーナス・トラック）
作詞：栗原暁（Jazzin' park）、作曲：松田純一、編曲：THE ROG
ジャケットCのみに収録。

## DVD収録内容

### 超絶盤（ジャケットA、初回生産限定盤）
- MV集（メイキング付き）
  - 1,000,000☆スマイル
  - プリプリ♥SUMMERキッス
  - 赤い情熱
  - Celebration

- 超絶特典映像集
  - Documentary of SUPER☆GiRLS 2012

### ジャケットB
- MV集
  - 1,000,000☆スマイル
  - プリプリ♥SUMMERキッス
  - 赤い情熱
  - Celebration
  - 明日へSTEP!（Song by iDOL Street All Members）

## イベント
| 日程                                       | 公演名                                                                | 会場                                                           | 備考 |
| ------------------------------------------ | --------------------------------------------------------------------- | -------------------------------------------------------------- | --- |
| 2013年 1月20日・ 2月2日・ 2月9日・ 2月11日 | グループ別ロング握手会                                                | avex本社                                                       | 3部制（1月20日のみ2部制） mu-moショップで販売された参加券付き商品購入者対象                                                            |
| 2月19日                                    | イトーヨーカドー×SUPER☆GiRLSメンバー店員企画!!「いってみヨーカドー♪」 | イトーヨーカドー木場 アリオ亀有                                | CD即売会 |
| 2月20日                                    | 発売記念 Thanksgiving Event 3Days                                     | SHIBUYA TSUTAYA アキバ☆ソフマップ一号店 アニメイト新宿 他      | グループ別握手会 |
| 2月21日                                    | 発売記念 Thanksgiving Event 3Days                                     | タワーレコード渋谷 タワーレコード新宿 タワーレコード秋葉原 他  | グループ別握手会 |
| 2月22日                                    | 発売記念 Thanksgiving Event 3Days                                     | タワーレコード横浜モアーズ HMV大宮ロフト TSUTAYA EBISUBASHI 他 | グループ別握手会 |
| 2月23日                                    | 発売記念 握手会イベント「Celebration〜Music Ribbon〜」                | 千里セルシー                                                   | ミニライブ（2月23日・24日）・グループ別握手会                                                                                          |
| 2月24日                                    | 発売記念 握手会イベント「Celebration〜Music Ribbon〜」                | ラゾーナ川崎プラザ                                             | ミニライブ（2月23日・24日）・グループ別握手会                                                                                          |
| 3月3日                                     | 発売記念 握手会イベント「Celebration〜Music Ribbon〜」                | サンライズビル                                                 | ミニライブ（2月23日・24日）・グループ別握手会                                                                                          |
| 3月2日                                     | 個別ロング握手会                                                      | 竹芝ニューピアホール                                           | 7部制 mu-moショップで販売された参加券付き商品購入者対象 ストリート生3期生も参加 勝田・荒井・田中が欠席のため3名のみ3月30日に振替られた |

## シングル盤
『Celebration 〜Music Ribbon ver.〜』（セレブレーション ミュージック･リボン･ヴァージョン）は、SUPER☆GiRLSの無料配布･無料配信限定シングル。

### 概要
「音楽でつながろう!」をテーマにSUPER☆GiRLSが日本各地でイベントを開催し、音楽を通じて「夢・勇気・笑顔・元気」を届ける「音楽でつながろう! Music Ribbonキャンペーン」が2013年1月18日から2月16日まで行われた。この一環として、イベント会場にて10万枚限定CD無料配布、及び本イベント特設サイトにて期間限定で無料配信された。
本シングル収録のものは同名アルバム収録の2ヴァージョンとは別ヴァージョンで、SUPER☆GiRLSメンバーのみが歌唱している。キャンペーン終了後は無料配布･配信も終了し、有料配信も行われていなかったため、本ヴァージョンの音源入手は困難であった。しかし、2018年6月17日に発売された「TETSUYA KOMURO ARCHIVES T」に本バージョンが収録されたことにより、新たな入手手段が増えた。さらに、2021年12月1日に発売された「TK WORKS 〜TETSUYA KOMURO HITS NONSTOP MIX〜 <Limited Collection>」に本バージョンが収録されたことにより、配信でも聴くことが可能となった。

### 収録曲
1. Celebration 〜Music Ribbon ver.〜
作詞・作曲：小室哲哉、編曲：鈴木Daichi秀行

### イベント
| 日程           | 公演名                                     | 会場                                 | 備考                                                         |
| -------------- | ------------------------------------------ | ------------------------------------ | ------------------------------------------------------------ |
| 2013年 1月18日 | 音楽でつながろう! Music Ribbonキャンペーン | 【北海道】SAPPORO FACTORY アトリウム | 志村・宮﨑・勝田・田中・後藤・前島が出演                     |
| 1月19日        | 音楽でつながろう! Music Ribbonキャンペーン | 【宮城】タワーレコード仙台パルコ     | 八坂・宮﨑・荒井・溝手が出演                                 |
| 1月25日        | 音楽でつながろう! Music Ribbonキャンペーン | 【京都】京都駅前広場                 | 八坂・志村・宮﨑・荒井・田中・溝手・後藤・前島が出演         |
| 1月26日        | 音楽でつながろう! Music Ribbonキャンペーン | 【愛知】オアシス21 銀河の広場        | 八坂・志村・渡邉ひ・宮﨑・勝田・田中・溝手・後藤・前島が出演 |
| 1月27日        | 音楽でつながろう! Music Ribbonキャンペーン | 【大阪】アリオ鳳                     | 八坂・志村・渡邉ひ・宮﨑・勝田・田中・溝手・後藤・前島が出演 |
| 1月28日        | 音楽でつながろう! Music Ribbonキャンペーン | 【兵庫】西宮ガーデンズ               | 八坂・志村・宮﨑・荒井・田中・溝手・後藤・前島が出演         |
| 2月3日         | 音楽でつながろう! Music Ribbonキャンペーン | 【愛媛】エミフルMASAKI               | 八坂・志村・渡邉ひ・宮﨑・田中・溝手・後藤・前島が出演       |
| 2月15日        | 音楽でつながろう! Music Ribbonキャンペーン | 【広島】エールエール地下広場         | 八坂・志村・渡邉ひ・宮﨑・荒井・田中・溝手・後藤・前島が出演 |
| 2月16日        | 音楽でつながろう! Music Ribbonキャンペーン | 【福岡】キャナルシティ博多           | 全員が出演                                                   |